# Andrij Kalaschnikow
Andrij Mykolajowytsch Kalaschnikow (ukrainisch Андрій Миколайович Калашніков; * 20. November 1964 in Kiew) ist ein ehemaliger sowjetischer bzw. ukrainischer Ringer. Er war Europameister 1987 und 1996 sowie Bronzemedaillengewinner bei den Olympischen Spielen 1996 im griechisch-römischen Stil im Fliegengewicht.

## Werdegang
Andrij Kalaschnikow tauchte 1987 erstmals bei einer internationalen Ringermeisterschaft auf. Er startete für die Sowjetunion bei der Europameisterschaft in Tampere im griechisch-römischen Stil. Bis dahin war er in den Ringerkreisen außerhalb der Sowjetunion völlig unbekannt. Vor Tampere wird er den Weg aller Spitzenringer der UdSSR gegangen sein: frühzeitiges Erkennen seines Talenten, intensive Förderung und Training in einem der Leistungszentren des sowjetischen Ringerverbandes.
In Tampere zeigte er gleich sein großes Können und wurde auf Anhieb Europameister. Im Finale bezwang er dabei Csaba Vadász aus Ungarn souverän mit 14:4 techn. Punkten. Trotzdem kam er in den nächsten Jahren nur mehr bei der Europameisterschaft 1989 in Oulu zum Einsatz. Er kam dort im Fliegengewicht aber nur auf den 5. Platz. Seine Konkurrenten in der UdSSR und in der Gemeinschaft Unabhängiger Staaten (1992) waren in erster Linie Alexander Ignatenko, Oleg Kutscherenko und Alfred Ter-Mkrtchyan.
Nach dem Zerfall der Sowjetunion startete Andrij Kalaschnikow ab 1993 für die Ukraine. Er gehörte dort dem Sportclub Kolos Kiew an und wurde von V.T. Bertschuk und Nikolai Korol trainiert. Seinen ersten Start für die Ukraine bei einer internationalen Meisterschaft absolvierte er bei der Europameisterschaft 1993 in Istanbul. Im Fliegengewicht kämpfte er sich dort bis in das Finale vor, in dem er dem Aserbaidschaner Natiq Eyvazov, der vom türkischen Publikum frenetisch angefeuert wurde, knapp mit 0:2 techn. Punkten unterlag. Enttäuschend verlief für dann die Weltmeisterschaft 1993 in Stockholm, denn dort schied er frühzeitig aus und kam im Fliegengewicht nur auf den 10. Platz.
Bei der Europameisterschaft 1994 in Athen verpasste Andrij Kalaschnikow mit einem 5. Platz, den er sich mit einem überlegenen Sieg über Valentin Rebegea aus Rumänien erkämpfte, die Medaillenränge. Bei der Weltmeisterschaft dieses Jahres in Tampere schaffte er aber wieder den Sprung „aufs Treppchen“. Nach einer Niederlage im Halbfinale gegen Natiq Eyvazov schlug er dort im Kampf um eine WM-Bronzemedaille Sarkis Elgkian aus Griechenland.
Bei der Europameisterschaft 1995 in Besançon kam er auf den 3. Platz. Diesen Platz erkämpfte er sich mit einem Sieg über Samwel Danijeljan aus Russland. Bei der Weltmeisterschaft 1995 war er nicht am Start.
1996 feierte Andrij Kalaschnikow dann bei der Europameisterschaft in Budapest seinen zweiten Sieg bei einer internationalen Meisterschaft. Mit einem Sieg im Finale mit 4:1 techn. Punkten über Armen Nasarjan aus Armenien gewann er seinen zweiten Europameistertitel nach einer Pause von neun Jahren seit seinem ersten Titelgewinn. Armen Nasarjan war es dann, der ihm bei den Olympischen Spielen dieses Jahres in Atlanta gleich im ersten Kampf den Traum vom Olympiasieg zerstörte, denn Nasarjan bezwang ihn überlegen mit 10:0 techn. Punkten. Trotz dieser deklassierenden Niederlage gab Andrij Kalaschnikow nicht auf und erkämpfte sich mit Siegen über Pappu Yadav, Indien (11:0), Valentin Rebegea (3:1), Alfred Ter-Mkrtchyan (3:0), Jordan Andrew, Bulgarien (5:0) und Samwel Danijeljan (4:1), dazwischen lag eine weitere Niederlage gegen Dariusz Jabłoński aus Polen (5:8), doch noch die olympische Bronzemedaille im Fliegengewicht.
In den folgenden Jahren, er beteiligte sich noch bis zum Jahre 2000 bei internationalen Meisterschaften, gelang Andrij Kalaschnikow kein Medaillengewinn mehr. Mit einem 4. Platz bei der Europameisterschaft 1998 in Minsk, hier unterlag er u. a. gegen Oleg Kutscherenko aus Deutschland und einem 4. Platz bei den Olympischen Spielen 2000 in Sydney, wo er den Kampf um die Bronzemedaille gegen Kang Yong-gyun aus Nordkorea mit 0:7 techn. Punkten verlor, kam er aber noch nahe an die Medaillenränge heran.

## Internationale Erfolge
| Jahr | Platz  | Wettbewerb                           | Gewichtsklasse | |
| 1987 | 1.     | EM in Tampere                        | Fliegen        | vor Csaba Vadász, Ungarn, Roman Kierpacz, Polen, Walentin Krumow, Bulgarien u. Tibor Jankovics, Tschechoslowakei |
| 1987 | 8.     | FILA-Grand-Prix-Gala in Budapest     | Fliegen        | Sieger: Roman Kierpacz vor Walentin Krumow u. Pedro Roque Favier, Kuba |
| 1988 | 1.     | Welt-Cup in Athen                    | Fliegen        | vor Shawn Sheldon, USA u. Reinaldo Jimenez, Kuba |
| 1989 | 5.     | EM in Oulu                           | Fliegen        | hinter Senad Rizvanović, Jugoslawien, Ismo Kamesaki, Finnland, Walentin Krumow u. Tibor Jankovics |
| 1989 | 2.     | Welt-Cup in Fredrikstad/Norwegen     | Fliegen        | hinter Shawn Sheldon, vor Shohei Nakamori, Japan u. Lars Rønningen, Norwegen |
| 1993 | 2.     | EM in Istanbul                       | Fliegen        | hinter Natiq Eyvazov, Aserbaidschan, vor Samwel Danijeljan, Russland, Lars Rønningen u. Walentin Krumow |
| 1993 | 10.    | WM in Stockholm                      | Fliegen        | Sieger: Raúl Martínez Alemán, Kuba vor Armen Nasarjan, Armenien u. Alfred Ter-Mkrtchyan, Deutschland |
| 1994 | 5.     | EM in Athen                          | Fliegen        | hinter Armen Nasarjan, Farchat Maheramau, Belarus, Alfred Ter-Mkrtchyan u. Dimitris Gioltsan, Griechenland |
| 1994 | 3.     | WM in Tampere                        | Fliegen        | hinter Alfred Ter-Mkrtchyan u. Natiq Eyvazov, vor Sarkis Elgkian, Griechenland u. Khaled Al-Faraj, Syrien |
| 1994 | 3.     | Welt-Cup in Kecskemét                | Fliegen        | hinter Koji Uchi, Japan u. József Hamzok, Ungarn, vor Shawn Sheldon u. Oleh Kommendant, Ukraine |
| 1995 | 3.     | EM in Besançon                       | Fliegen        | hinter Armen Nasarjan u. Alfred Ter-Mkrtchyan, vor Samwel Danijeljan u. Natiq Eyvazov |
| 1996 | 1.     | EM in Budapest                       | Fliegen        | vor Armen Nasarjan, Alfred Ter-Mkrtchyan, Jon Rønningen u. Dariusz Jabłoński, Polen |
| 1996 | Bronze | OS in Atlanta                        | Fliegen        | nach Niederlage gegen Armen Nasarjan, Siegen über Pappu Yadav, Indien, Valentin Rebegea, Rumänien u. Alfred Ter-Mkrtchyan, einer Niederlage gegen Dariusz Jabłoński u. Siegen über Jordan Anew, Bulgarien u. Samwel Danijeljan               |
| 1997 | 11.    | WM in Breslau                        | Fliegen        | nach Siegen über Grigori Buliga, Moldawien u. Farchat Maheramau u. Niederlagen gegen Ercan Yıldız, Türkei u. Han Yuwei, Volksrepublik China                                                                                                  |
| 1998 | 4.     | EM in Minsk                          | Fliegen        | mit Siegen über Ruslan Vartanov, Litauen u. Wahan Dschuharjan, Armenien, einer Niederlage gegen Oleg Kutscherenko, Deutschland, Siegen über Zigmunds Jansons, Lettland u. Farchat Maheramau u. einer Niederlage gegen Marian Sandu, Rumänien |
| 1998 | 20.    | WM in Gävle/Schweden                 | Fliegen        | nach Niederlage gegen Zigmunds Jansons, Sieg über Vitali Cheban, Moldawien u. Niederlage gegen Dariusz Jabłoński |
| 1999 | 21.    | WM in Athen                          | Fliegen        | nach Niederlage gegen Alfred Ter-Mkrtchyan u. Sieg über Hassan Rangraz, Iran |
| 2000 | 4.     | Olympia-Qualif.-Turnier in Taschkent | Fliegen        | hinter Wang Hui, China, Shamseddin Hudayberdiyev, Usbekistan u. Uran Chalilow, Kirgisistan |
| 2000 | 4.     | OS in Sydney                         | Fliegen        | mit Siegen über Mohammed Mustafa Alen Elala, Ägypten, Steven A. Mays, USA u. Uran Chalilow u. Niederlagen gegen Lázaro Rivas, Kuba u. Kang Yong-gyun, Nordkorea                                                                              |

Anm.: alle Wettbewerbe im griechisch-römischen Stil, OS = Olympische Spiele, WM = Weltmeisterschaft, EM = Europameisterschaft, Fliegengewicht, damals bis 52 kg Körpergewicht